# Caradog ap Gruffydd
Caradog ap Gruffydd († 1081) war ein Fürst des walisischen Fürstentums Gwent. 
Er war ein Enkel von Rhydderch ap Iestyn, der bis zu seinem Tod 1033 König von Gwent, Powys und Deheubarth gewesen war. Sein Vater Gruffydd ap Rhydderch wurde von Gruffydd ap Llywelyn im Kampf um die Herrschaft über Deheubarth 1055 geschlagen und getötet. 
Caradog wuchs in Gwynllŵg und im oberen Gwent auf. Er galt als kühn und abenteuerlustig und konnte nach dem Tod von Gruffydd ap Llywelyn 1063 nach und nach Teile des Erbes seines Vaters und Großvaters zurückerobern. 1065 überfiel er ein Jagdquartier des angelsächsischen Earls Harold Godwinson bei Portskewett. 1072 schlug und tötete er mit Hilfe der Normannen Maredudd ab Owain, den König von Deheubarth in einer Schlacht am River Rhymney an der Westgrenze von Gwynllŵg. Um 1074 konnte er Cadwgan ap Meurig als König von Morgannwg ersetzen. 1078 schlug und tötete er in einer weiteren Schlacht Rhys ab Owain, den Bruder und Nachfolger von Maredudd ap Owain. Er konnte sich jedoch nicht gegen Rhys ap Tewdwr durchsetzten, der 1079 König von Deheubarth wurde. 1081 kam es bei Mynydd Carn im Norden von Dyfed zu einer Entscheidungsschlacht zwischen Caradog und seinem Verbündeten Trahern ap Caradog auf der einen Seite und Rhys ap Tewdwr und Gruffydd ap Cynan von Gwynedd auf der anderen Seite. Caradog und Trahern verloren die Schlacht, in der beide fielen. 
Sein Sohn Owain konnte die Herrschaft von Gwynllŵg erhalten, seine Nachfahren blieben bis 1270 walisische Lords von Caerleon und Gwynllŵg. 